# Helicopsyche jacquemarti
Helicopsyche jacquemarti är en nattsländeart som beskrevs av Kjell Arne Johanson 1993. Helicopsyche jacquemarti ingår i släktet Helicopsyche och familjen Helicopsychidae. Inga underarter finns listade i Catalogue of Life.